# 島山安昌浩級潜水艦
島山安昌浩級潜水艦 (トサンアンチャンホきゅうせんすいかん、英語: Dosan Ahn Chang-ho-class submarine) は韓国海軍の通常動力型潜水艦の艦級。韓国型潜水艦第3段階（KSS-III）計画のバッチ1として建造されたもので、潜水艦発射弾道ミサイル（SLBM）の運用にも対応しているといわれる。建造費用は7億ドル（約780億円）。

## 来歴
韓国海軍は1980年代に特殊潜航艇を取得したのち、本格的潜水艦の取得計画に着手したが、その第1段階（KSS-I）としてドイツの209型潜水艦を選定した。この際、韓国海軍は3隻ずつを1つのバッチとして3バッチを発注したが、このように1バッチ3隻とする建造計画は以後も踏襲されることになった。キール造船所（ホヴァルツヴェルケ＝ドイツ造船）で1番艦「張保皐」を建造する際には大宇造船海洋（DSME）の技術者たちが派独されて建造技術を学び、2・3番艦はドイツから送られたパッケージを同社の玉浦造船所で組み立てるかたちで建造されており、以後のバッチでも同様の形態でDSMEが国内建造を行った。これにより、潜水艦の乗員を養成して運用法を確立するとともに、建造技術をも習得して、真の潜水艦運用能力の獲得にむけて踏み出した。
これに続く第2段階（KSS-II; 張保皐-II）計画では、209型をもとに非大気依存推進（AIP）システムを導入するなどした発展型である214型が採択されたが、そのバッチ1の建造者としては、それを熱望していたDSMEではなく、潜水艦建造経験のない現代重工業（HHI）が選定され、2000年に契約が締結された。この結果、1番艦では過大な航走雑音やAIPシステムの停止などの課題を生じたものの、以後はDSMEとHHIが交互に建造していくことで潜水艦建造技術を向上させ、国産比率も高められ、209型の輸出を行うまでになった。
2007年2月、防衛事業庁は第3段階（KSS-III; 張保皐-III）計画の推進を発表した。この計画においては、設計から建造までの全工程を国内で行うことになっており、2012年にはDSMEが設計を受注した。これによって建造されたのが本級であり、1番艦は2014年11月27日に起工され、2018年9月14日に進水した。また本級（バッチ1）に続くバッチ2建造分についても、基本設計が2016年7月からの2年半で完了している。

## 設計
本級は「3,000トン級中型潜水艦」と位置付けられた。水中排水量は3,800トンで、1,829トンであった214型（孫元一級）と比して相当の大型化となった。これによって下記のようにVLSの搭載が実現したほか、AIPシステムの性能向上とともに水中潜航時間も延伸された。ただし、対北朝鮮ではここまで大型である理由に乏しく、対日本を意識した措置である可能性が指摘されている。
艦型拡大に伴うターゲット・ストレングス（TS）増大を補うため、ステルス化にも配慮がなされた。上部構造物の外板はやや傾斜しており、アクティブ・ソナーからの探信音を受けた場合に、反射音の方向をそらす効果を狙ったものとみられている。また垂直に立ち上がったセイル部分には、これを補うための音響タイルが貼付されており、これらのアクティブ・ソナー対策は海上自衛隊のおやしお型潜水艦と同様のものである。
機関は、本級（バッチ1）では孫元一級と同じく、ディーゼル・エレクトリック方式を基本としつつ、燃料電池による非大気依存推進（AIP）システムも搭載するが、燃料電池は性能向上が図られている。続くバッチ2では、従来の鉛蓄電池にかえてリチウムイオン蓄電池が導入されることになっており、水中作戦能力と運用時間の向上が期待される。また韓国の報道では、バッチ3を原子力潜水艦とする可能性にも言及されている。

## 装備
兵装については、艦首に533mm魚雷発射管8門を備える点は張保皐級・孫元一級と同様である。ここから発射する魚雷としては、従来から用いられてきた打ち放し式・電池式魚雷である白鮫に加えて、電池の性能を向上させるとともに有線誘導にも対応した虎鮫も搭載されるといわれている。
そして本級の大きな特徴が、セイル後方に6セルのVLSを搭載した点である。これは艦対地ミサイルのための発射機であり、当初は巡航ミサイルである玄武-3Cを収容するといわれていたが、後には玄武-2Bを元にした潜水艦発射弾道ミサイル（SLBM）と報じられるようになった。2021年9月15日には、本級1番艦において玄武4-4の試射が行われた。また、バッチ2ではVLSは10セルに増備される予定である。
なおセンサーについては、電子光学マストはフランスのサフラン、フランクアレイソナーはLIG Nex1、戦闘管理システムはハンファが供給するとされる。

## 同型艦一覧
| バッチ | 艦番号 | 艦名                              | 造船所              | 起工           | 進水            | 就役           |
| ------ | ------ | --------------------------------- | ------------------- | -------------- | --------------- | -------------- |
| 1      | SS-083 | 島山安昌浩 ROKS Dosan Ahn Changho | 大宇造船海洋 (玉浦) | 2016年 5月17日 | 2018年 9月14日  | 2021年 8月13日 |
| 1      | SS-085 | 安武 ROKS Ahn Mu                  | 大宇造船海洋 (玉浦) | 2018年 4月17日 | 2020年 11月10日 | 2023年 4月26日 |
| 1      | SS-086 | 申采浩 ROKS Shin Chae-ho          | 現代重工業 (蔚山)   | 2019年 4月11日 | 2021年 9月28日  | 2024年 4月5日  |
| 2      | SS-087 | n/a                               | 大宇造船海洋 (玉浦) | 2023年 3月30日 |                 |                |
| 2      | SS-088 | n/a                               | 大宇造船海洋 (玉浦) | 2024年 7月12日 |                 |                |
| 2      | SS-089 | n/a                               | 大宇造船海洋 (玉浦) | 発注済         | 発注済          | 発注済         |